# The AURORA 海のオーロラ
『The AURORA 海のオーロラ』（ジ・オーロラ うみのオーロラ）は、2000年8月5日に公開された日本テレビ製作のCGアニメーション映画。本作は「日本初のフルCGによる35mm映画」と銘打ち公開され、石田純一・いしだ壱成親子が初めて声優として出演したことで話題となった。

## あらすじ
2033年。南鳥島沖の海底4,200mで、新しいエネルギー資源の掘削作業が行われていた。ところが、その基地に銃を携えた女性生物学者の王春露と少年・野良が潜入し、計画を中止させようとした。春露によると、このまま掘削を続ければマントルに閉じ込められた太古のバクテリアが蘇り、生態系を崩すと言うのだ。しかし、富と名声に目のくらんだエンクリスが掘削を続行。バクテリアを蘇らせてしまう。マントルから流出する原始バクテリア、それはまるでオーロラのように美しかったが、その裏には金属を溶解させるという恐ろしい力を持っていた。しかも、更にそれは海上の支援船“はるやま”や救助にやってきた潜水艦を次々に破壊。掘削チームは逃げ道を失い、海底に閉じ込められてしまう。この事態に、チームのメンバーであるヒロシは、実は原始バクテリア研究の第一人者で“科学者の独裁者”の異名を持つ王玉竜のクローンだった春露と協力し、バクテリアの浮上を防ぐべく液体窒素でそれを休眠させる作戦を決行する。多くの犠牲者が出る中、バクテリアの休眠に成功するヒロシと春露と野良。その後、3人は海中ロボットで無事海上へ帰還を果たす。

## 登場人物
- 息吹ヒロシ - いしだ壱成、古谷徹（テレビ放送版）
- 王春露（ワン・チュンリュ） - 奥菜恵
- 甘利シンジ - 石田純一
- 野良 - 林原めぐみ
- トウル・エンリケス - 古川登志夫
- 大口ワタル - 川端竜太
- ジャック・モラール - 千葉繁
- 渡部マコト - 田中秀幸
- 王玉竜 - 神谷明
- 五島ハツヒコ - 土師孝也
- 岩国トシノリ - 牛山茂
- 上田ヒトシ - 巻島直樹
- 原田マサト - 安井邦彦
- 山口ノリマサ - 坪井智浩
- 末松タカシ - 岩崎ひろし

## メカニック
海中ロボット（Underwater Vehicle）
長さ:5m 幅:2.5m 高さ:4.5m
海底作業用ロボット。2足歩行で象の鼻のようなアームで作業を行う。装甲はコバルト合金製で、燃料が満タンであれば海底から海上まで浮上できるだけの推力を持つ。息吹ヒロシ、ジャック・モラール、王春露が乗ることになる。

## スタッフ
- 監督 - 菅野嘉則
- 製作 - 平林邦介
- プロデューサー - 前田伸一郎
- 脚本 - しまだみちる
- 音楽 - 天野正道
- 主題歌 - S.E.S
- 録音 - 小林克良